# Чубаров Рефат Абдурахманович

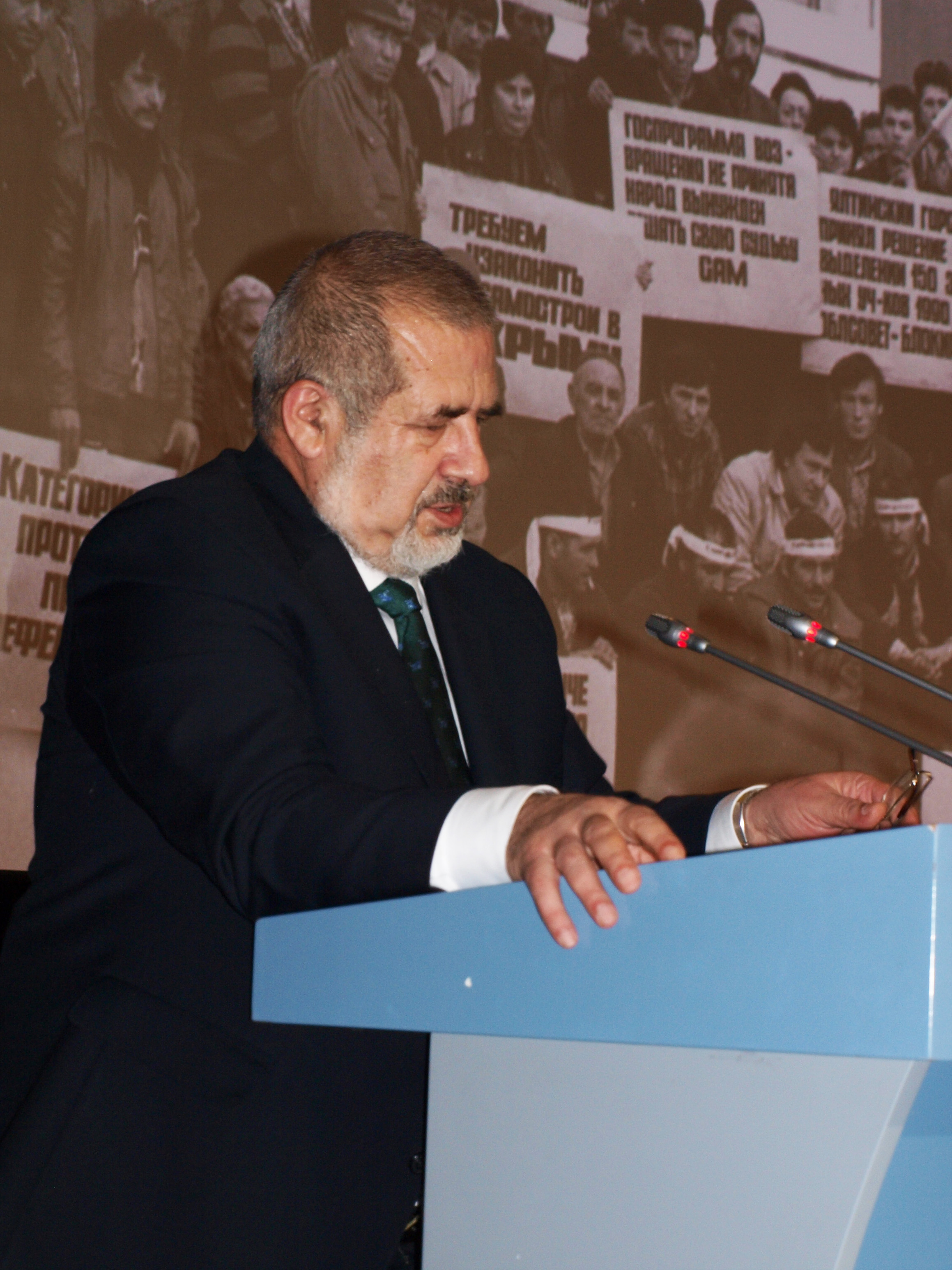
Виступ у Києві, 2015

Рефа́т Абдурахма́нович Чуба́ров (крим. Refat Abdurahman oğlu Çubarov; нар. 22 вересня 1957, Самарканд, Узбецька РСР) — український кримськотатарський політик і громадський діяч. Народний депутат України III—V та VIII скликань. Голова Меджлісу кримськотатарського народу (з листопада 2013), заступник Голови Ради представників кримськотатарського народу (з 1999). З 2009 року — почесний професор Києво-Могилянської академії.
Станом на лютий 2014-го року обіймав посади:
- Голови Меджлісу кримськотатарського народу;
- Президента Світового конгресу кримських татар;
- Керівника політико-правового управління Меджлісу кримськотатарського народу,
- Депутата Верховної ради АР Крим — головою депутатської фракції «Курултай-Рух» у ВР АРК.

## Життєпис
Народився 22 вересня 1957 року в Самарканді, Узбецька РСР.

### Освіта
- вересень 1974 — липень 1975 року — учень Сімферопольського професійно-технічного училища № 1
- листопад 1975 — листопад 1977 року — служба в армії СРСР.
- 1977—1983  роках — закінчив Московський історико-архівний інститут за спеціальністю історик-архівіст.

### Служба, праця
1975 року був муляром військової частини 73613 у Тирасполі (Молдова).
З серпня 1983 року до вересня 1990 року — архівіст, старший архівіст, директор, старший науковий співробітник Центрального архіву Жовтневої революції та соціалістичного будівництва Латвійської РСР, Рига.

### Політика

#### Ранні роки
- 1989—1991 рр. — депутат Ризької міськради народних депутатів (фракція Народний фронт Латвії).
- 1990—1991 рр. — член Державної комісії з проблем кримськотатарського народу при Раді Міністрів СРСР.
- 1989—1991 рр. — заступник голови Організації кримськотатарського національного руху.
- 1991—1993 рр. — голова Організації кримськотатарського національного руху.

#### Меджліс кримськотатарського народу
- 30 червня 1991 року II Курултай кримськотатарського народу обрав вищий повноважний представницький орган кримськотатарського народу — Меджліс, у складі 33 осіб, та Ревізійну комісію Курултаю у складі 7 осіб. Головою Меджлісу кримськотатарського народу був обраний Мустафа Джемілєв, його заступником — Рефат Чубаров.
- з жовтня 2013 року став головою Меджлісу.

#### Верховна Рада АРК
- травень 1994 - квітень 1998 роки — депутат Верховної Ради Автономної Республіки Крим І скликання. З липня 1995 по квітень 1998 року був заступником голови ВР АРК. Працював головою Постійної комісії Верховної Ради Криму з питань національної політики та проблем депортованих громадян.
- з листопада 2010 року — депутат Верховної Ради Автономної Республіки Крим 6 скликання.

#### Верховна Рада України

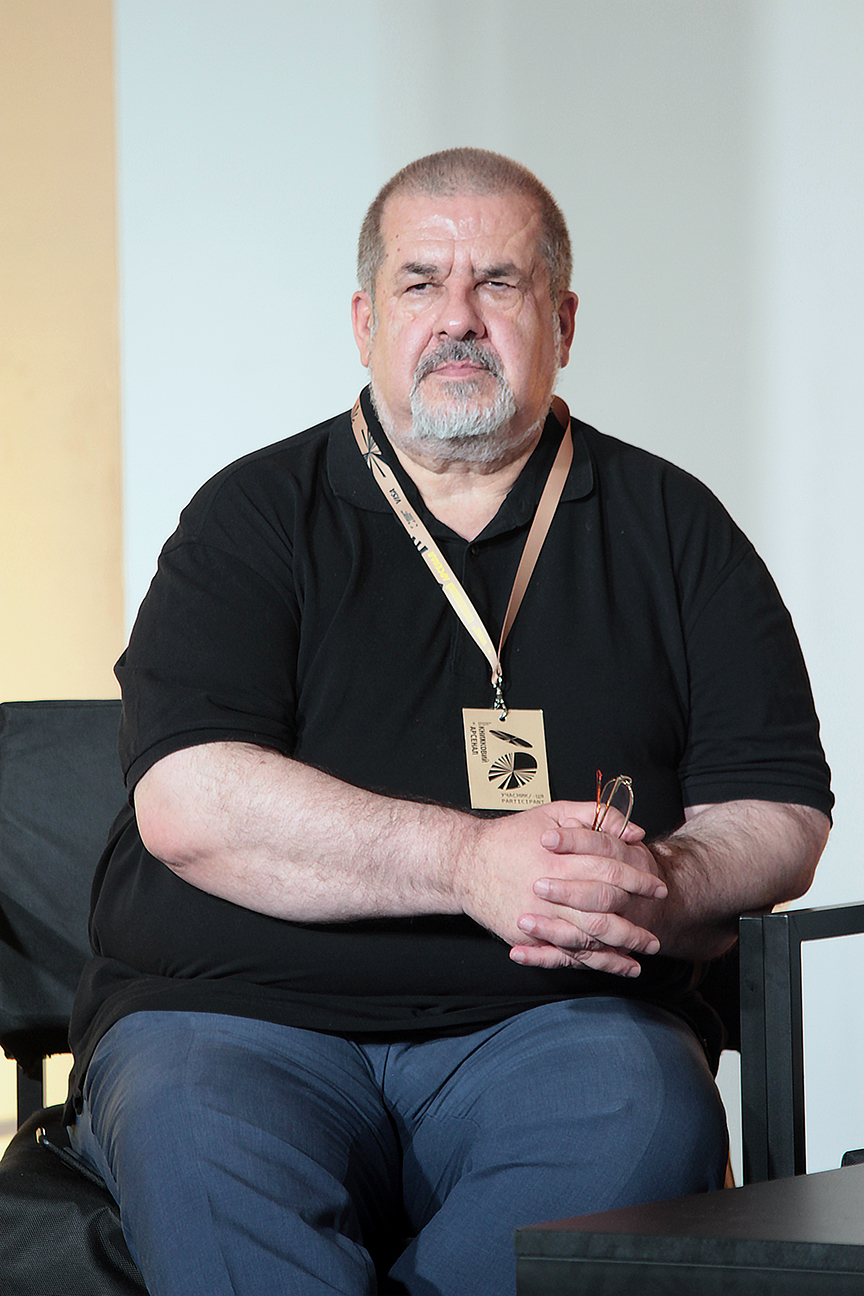
Рефат Чубаров на Книжковому Арсеналі 2021

- травень 1998 року — травень 2002 року — народний депутат України третього скликання виборчого округу № 8, АР Крим. На час виборів був заступником голови ВР АР Крим. Був членом фракції НРУ (з травня 1998). Член фракції НРУ (травень 1998-лютий 2000), фракції ПРП «Реформи-Конґрес» (лютий 2000-вересень 2001). Голова підкомітету з питань депортованих народів, національних меншин та жертв політичних репресій Комітету з питань прав людини, національних меншин та міжнаціональних відносин (липень 1998-лютий 2000), перший заступник голови Комітету з питань прав людини, національних меншин та міжнаціональних відносин (з лютого 2000-травень 2002), член фракції НРУ (з вересня 2001 - травень 2002).
- травень 2002 року — травень 2006 року — народний депутат України четвертого скликання від блоку Наша Україна, #102 в списку. На час виборів Народний депутат ВРУ, б/п. Був членом фракції «Наша Україна» (травень 2002 - вересень 2005), уповноваженим представником фракції НРУ (з вересня 2005), головою підкомітету з питань корінних народів, національних меншин та етнічних груп Комітету з питань прав людини, національних меншин і міжнаціональних відносин (з травня 2002).
- травень 2006 року — червень 2007 року — народний депутат України п'ятого скликання від блоку НУ-НС, #72 в списку. На час виборів був народним депутатом України, б/п. Склав депутатські повноваження 8 травня 2007.
- кандидат у Народні депутати третього скликання від блоку НУ-НС, #102 в списку. На час виборів тимчасово не працював, б/п.

На парламентських виборах в Україні 2014 року був включений до виборчого списку партії Блок Петра Порошенка під номером 71. За результатами голосування Чубаров опинився за межею прохідних місць. Проте пізніше, у зв'язку з призначенням низки депутатів від БПП на посади в уряді та державному управлінні він таки став нардепом 8-го скликання 15 травня 2015 року. Це набуття повноважень відбулося завдяки позбавленню депутатського мандату Степана Барни, який суміщав його з посадою голови Тернопільської ОДА.
Кандидат у народні депутати від партії «Сила і честь» на парламентських виборах 2019 року, № 3 у списку.
Виступав на захист ув'язненого у Росії українського режисера Олега Сенцова й інших політв'язнів.

### Інші посади
- Член Ради з питань мовної політики при Президентові України (лютий 1997-листопад 2001)
- Президент Всесвітнього конгресу кримських татар із травня 2009 року
- Член Ради представників кримськотатарського народу при Президентові України з травня 1999 року.
- Член наглядової ради Міжнародного фонду «Відродження».
- Член Комісії при Президентові України з питань громадянства (з квітня 2005)
- Член Ради з питань етнонаціональної політики (з травня 2006)
- Заступник голови Ради представників кримськотатарського народу (з травня 1999)
- Був членом фракції Блоку Наша Україна-Народна самооборона з квітня 2006 по 8 червня 2007 року.
- Президент Світового конгресу кримських татар (З травня 2009 року).

У 2014—2015 роках — член Конкурсної комісії, до повноважень якої входить висунення кандидатур на посаду директора Національного антикорупційного бюро України. Призначений за квотою Президента України.

## Політичне переслідування
23 березня 2020 року Управління Слідчого комітету Росії в тимчасово окупованому Криму заочно висунуло звинувачення проти Чубарова «в організації масових заворушень і публічних закликах до здійснення дій, спрямованих на порушення територіальної цілісності Росії». Фактично Слідком звинувачує Чубарова в тому, що він навесні 2015 року в ефірі одного з українських телеканалів «висловлював заклики до здійснення екстремістської діяльності проти інтересів Росії», а також до деокупації Криму.
Уповноважена Верховної Ради з прав людини Людмила Денісова заявила, що відкриття окупаційною владою Криму кримінальної справи проти голови Меджлісу кримськотатарського народу Рефата Чубарова за начебто організацію масових заворушень є незаконною. Прокуратура АРК повідомила про відкриття провадження через «кримінальну справу», яку порушили російські слідчі анексованому Криму щодо Чубарова. У відомстві назвали переслідування незаконним.
Підконтрольний Росії Верховний суд Криму призначив на 23 липня перше засідання по суті у справі Рефата Чубарова а 1 червня 2021 року заочно засудив Чубарова до шести років колонії у справі про «масові заворушення» у 2014 році.
Сам Чубаров назвав вирок «юридично нікчемним» і повідомив, що має намір звертатися у ЄСПЛ. У Прокуратурі АРК кваліфікували вирок суду щодо Чубарова, як «порушення законів і звичаїв війни». Посол ЄС в Україні Матті Маасікас назвав вирок «знущанням».
2 червня 2021 року «суд» у Криму заочно оголосив вирок Чубарову, засудивши його до шести років колонії загального режиму, 200 годин громадських робіт і штрафу розміром 200 неоподатковуваних мінімумів доходів громадян РФ.

## Володіння мовами
Володіє кримськотатарською, українською, турецькою, російською мовами.

## Родина
Одружений з Інгрід Вальстоне (1960 р.н.), істориком-архівістом за професією, має від якої три доньки: Риту (1983 р.н.), Дінару (1987 р.н.) та Ніяру (1996 р.н.).

## Нагороди
- Орден Свободи (21 січня 2017) — за значний особистий внесок у державне будівництво, соціально-економічний, науково-технічний, культурно-освітній розвиток Української держави, справу консолідації українського суспільства, багаторічну сумлінну працю[18][19].
- Орден «За заслуги» II ступеня (08.2002)[20], I ст. (08.2005)[21].
- Орден князя Ярослава Мудрого V ст. (09.2007)[22], IV (06.2009)[23].

## Цитати
Під час проголошення «прокурором» анексованого Криму Наталею Поклонською «постанови про заборону на в'їзд і можливу заборону меджлісу», яка зачитувалася російською мовою:
|  | Я не розумію цієї мови, давайте державною — українською, кримськотатарською |